# Hieró I

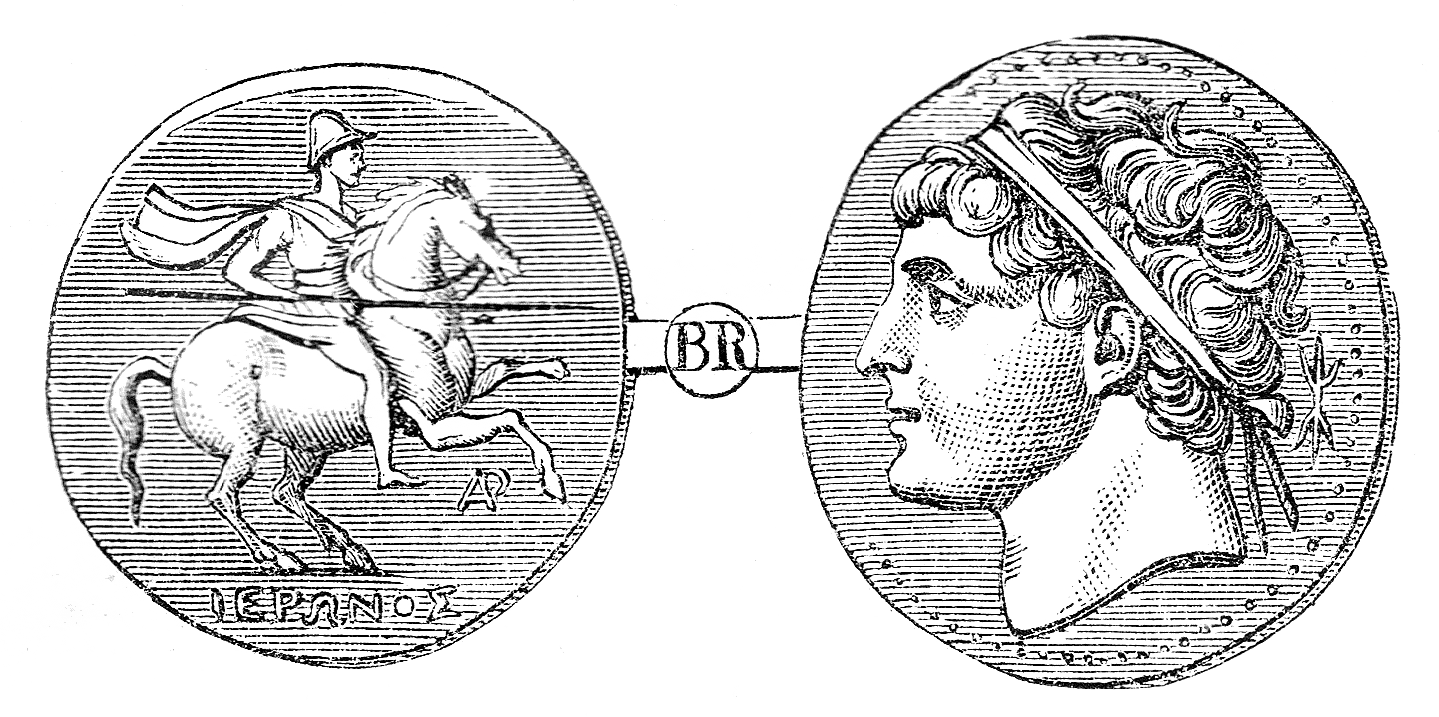
Moneda amb l'efígie de Hieró I

Hieró I (grec antic: Ἱέρων, llatí: Hieron) fou tirà de Siracusa del 478 aC al 466 aC.
Era fill de Dinòmenes i germà de Geló I, a qui va succeir el 478 aC. Abans de pujar al poder va donar suport al seu germà en diverses guerres i va tenir part important a la gran victòria d'Himera sobre els cartaginesos.
Diodor de Sicília diu que el mateix Geló I el va designar successor, encara que se sap que Geló tenia un fill que era infant a la seva mort. Probablement Hieró va ser designat regent inicialment, però a la pràctica era el sobirà. El seu govern aviat es va distingir perquè en la pràctica va aplicar major severitat i era més tirànic que el del seu germà. Va consolidar el seu poder amb una guàrdia de tropes mercenàries i va organitzar una xarxa de nombrosos espies i informadors.
El primer conflicte el va tenir amb el seu germà Polizel, a qui Geló havia designat comandant en cap de l'exèrcit i havia decidit que es casés amb la seva vídua Demareta. Aquesta connexió va assegurar a Polizel el suport de Teró d'Acragant, pare de Demareta; això i la seva popularitat el va fer sospitós a Hieró que el va enviar a alguna expedició militar amb l'esperança que moris a la lluita, però Polizel va tornar sense problemes, i la disputa entre ambdós no va tardar a esclatar. Polizel es va refugiar a Acragant i sembla que Teró va preparar un exèrcit però finalment hi va haver una reconciliació i es va signar un acord de pau que és atribuït al poeta Simònides; per aquest acord Polizel recuperava el comandament de l'exèrcit siracusà i Hieró es casava amb una germana del tirà d'Agrigent.
Hieró es va apoderar de Naxos i Catana, i va traslladar els seus habitants a Leontins i les dues ciutats es van repoblar amb uns deu mil siracusans i colons del Peloponnès i li va donar el nom d'Etna. Per això es va donar el títol d'ecista (fundador). Va intervenir en els afers de les ciutats del sud d'Itàlia, evitant (sembla que únicament amb amenaces) la destrucció de Locres per Anaxilau de Règion. Uns anys després Hieró va expulsar a Mícit, regent de Règion.
El 474 aC els etruscs van atacar Cumes i altres colònies gregues a Campània i els grecs van demanar ajut a Hieró que va aconseguir una gran victòria naval sobre els etruscs a Cumes, victòria que va trencar el poder naval etrusc. Segurament poc després va enviar una colònia a l'illa de Pitecusa (Ischia).
A la mort de Teró el 472 aC el seu fill Trasideu va entrar en guerra amb Siracusa, però Hieró el va derrotar en una batalla que va acabar amb l'enderrocament del tirà i l'entesa amb el govern que el va substituir.
Va ser conegut sobretot pel patrocini liberal i il·lustrat dels homes de lletres i per la protecció als artistes. A la seva cort hi van anar molts poetes i filòsofs del seu temps entre els quals Èsquil, Píndar, Baquílides, Xenòfanes de Colofó, Epicarm i Simònides de Ceos. Era amant de la magnificència que va fer notar tant a les ofrenes a Delfos, com als diversos jocs als quals va estar present, entre altres esdeveniments.
Els darrers anys de vida va estar malalt i va acabar morint a Catana el 466 aC. Va deixar un fill, Dinòmenes, de la seva primera dona (filla del siracusà Nícocles). Del segon matrimoni amb la germana de Teró no va deixar successió.